# Psychotria sylvatica
Psychotria sylvatica là một loài thực vật có hoa trong họ Thiến thảo. Loài này được Blume miêu tả khoa học đầu tiên năm 1826.